# Манойло Анатолій Федорович
Анато́лій Фе́дорович Мано́йло (нар. 26 вересня 1937, с. Дмухайлівка Магдалинівського району Дніпропетровської області) — український театральний актор, народний артист України (1996). Артист Херсонського обласного академічного музично-драматичного театру імені Миколи Куліша.

## Життєпис
Анатолій Федорович народився 26 вересня 1937 на Дніпропетровщині в сільській родині.
1959 року закінчив Харківський державний театральний інститут (викладач Данило Антонович).
Відтоді працює в Херсонському музично-драматичному театрі, де дебютував у виставі «Сьогодні і завжди» за п'єсою Г. Мазіна.
З часом став одним з провідних артистів цього театру, зігравши понад 100 ролей.
1996 року він був удостоєний звання народного артиста України.
2006 року нагороджений Почесною грамотою Міністерства культури і мистецтв України та Центрального комітету профспілки працівників культури України.

## Ролі
- Безкоравайний («Дума про любов» М. Стельмаха)
- Сиродоєв («Трибунал» О. Макайонка)
- Климов («Меч і хрест» М. Стадника)
- Яшка («Весілля в Малинівці» Л. Юхвіда)
- Маковей («Вірність» М. Зарудного)
- Пікерінг («Моя прекрасна леді» Ф. Лоу)
- Вареник («Як пани, так і ми…» І. Поклада)
- Спетлайч («Донна Люція» О. Фельцмана)
- Естрагон («Циган-прем'єр» І. Кальмана)
- Альберт («Ошукані рогоносці» Ш. С. Фавара)
- Павлін Савельєвич («Вовки і вівці» О. Островського)